# Закон об авторском праве США (1831)
Закон об авторском праве США 1831 года — первый большой пересмотр законодательства Соединённых Штатов Америки в области авторского права. Законопроект появился в значительной степени благодаря лоббизму со стороны американского лексикографа Ноа Уэбстера и его агентов в Конгрессе.
Закон об авторском праве 1790 года претерпел значительные изменения. Они коснулись срока авторских прав, которые были увеличены; вдовам и детям умерших авторов предоставлялось право продления, к объектам авторского права были добавлены нотные издания, и некоторые другие изменения.

## История появления

### Первые попытки лоббизма

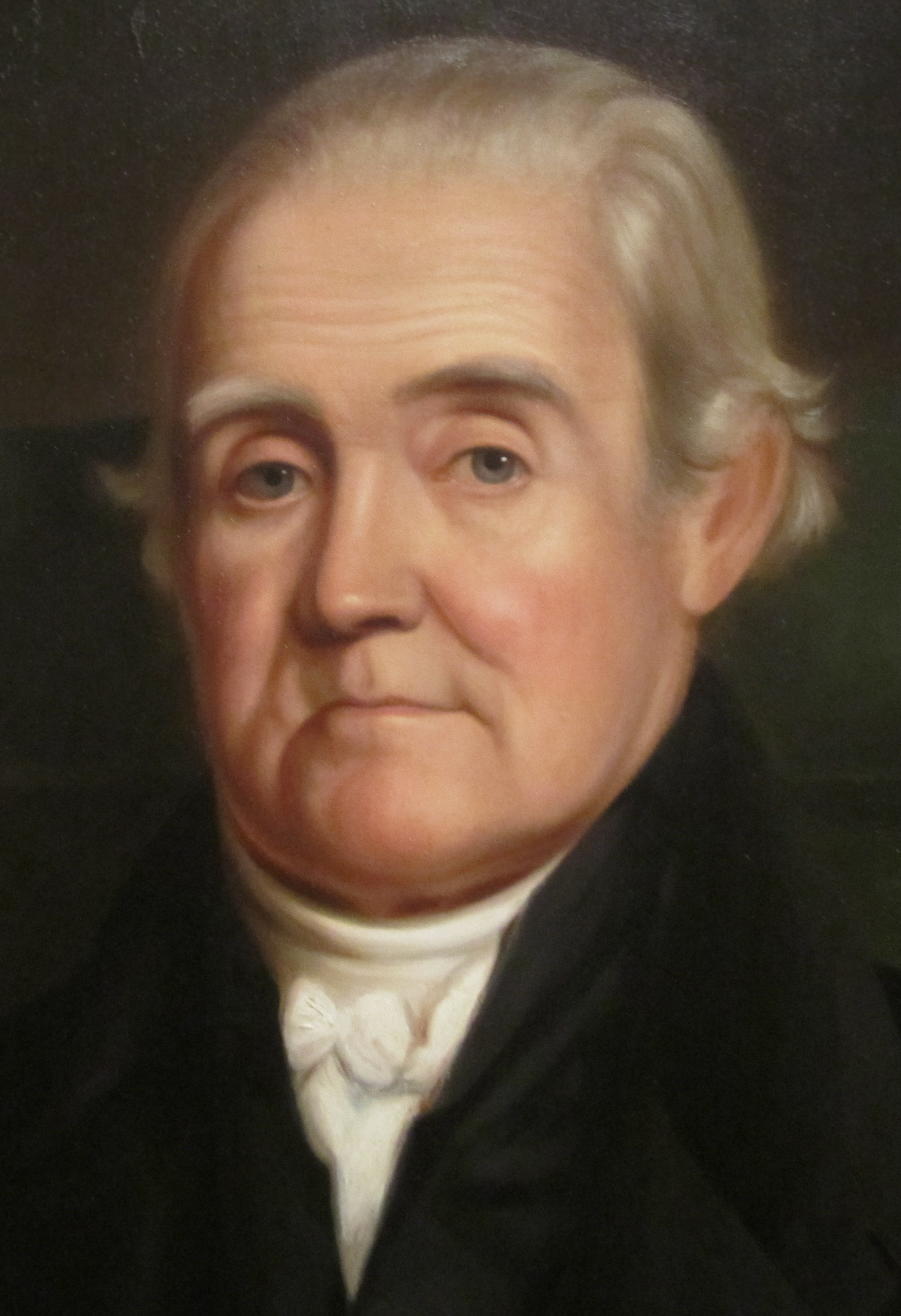
Портрет Ноа Уэбстера кисти Джеймса Херринга

В 1825 американский учёный и пионер лексикографии Ноа Уэбстер посетил Англию. Уэбстер был тесно связан с лоббизмом некоторых уставов авторского права в 1780-е годы в США, и, возможно, поучаствовал в продвижении федерального закона об авторском праве 1790 года. У Уэбстера были личные и общественные интересы в области авторского права. Ему было семьдесят лет, когда он закончил свой двадцатилетний труд — «Американский словарь английского языка». Уэбстер понимал, что после смерти не сможет продлить срок авторских прав на своё произведение и большая семья останется без значительной части дохода..
В Англии Уэбстер увидел как действует местный закон и вернувшись домой стал продвигать идею реформы существующего в США закона. Он направил свои первоначальные усилия на более выгодный вариант, сделать защиту авторского права вечной. В сентябре 1826 Ной Уэбстер написал своему дальнему родственнику Дэниелу Уэбстеру, который в то время был членом Палаты представителей и главой юридического комитета, в юрисдикцию которого входило авторское право. В письме учёный изложил своё видение будущего законодательства и выразил надежду на подвижки в реформировании старого закона, плохо защищающего права авторов.
Ответ Даниэла Уэбстера был вежлив, но, довольно холоден. Он пообещал «положить» письмо перед комитетом в следующей сессии и отметил, что комитет уже «имеет в планах некоторые важные изменения в законодательстве, связанные с авторским правом». Далее в письме были не обнадёживающие Ноа Уэбстера слова: «Я, признаюсь, честно говоря, что вижу, или думаю, что я вижу, возражения для того, чтобы сделать его [авторское право] вечным». Ноа Уэбстер продолжил переписку с родственником по данному вопросу и попытался мобилизовать усилия Ральфа Ингерсолла, конгрессмена из Коннектикута, которые мог обратиться в Судебный комитет Палаты представителей с вопросом продления срока защиты авторского права. После этого была «петиция, подписанная многими уважаемыми литераторами», представленная Конгрессу, но безрезультатно. Но, по мнению Уэбстера, благодаря либо действиям оппозиции, либо безразличие Конгресса, началось движение в сторону реформирования.
В феврале 1828 года комитет, наконец, сообщил, что подготавливается короткий законопроект с поправками в срок действия авторских прав в сторону увеличения до двадцати восьми лет и применяется новый срок для авторов, чьи работы охраняются в текущий момент. Немногим позже, представитель палаты представителей Гулиан Верпланк из Нью-Йорка представил консолидированный законопроект HR 140, который включал «дополнительные улучшения.» В HR 140 помимо прочего появились музыкальные композиции. Другой важный аспект законопроекта был связан с правовой защитой. Существующие средства защиты, конфискация и штрафы были сохранены в новом законопроекте. Тем не менее, законопроект предусматривает расширение законом средств возмещения автору ущерба, ранее это применялось только к рукописям, но стало доступно для всех охраняемых объектов.
В итоге, законопроект Верпланка не сдвинулся с места к концу сессии. В апреле 1828 года Уэбстер опубликовал свой «Американский словарь английского языка» под старым законом об авторском праве. Чтобы произведение охранялось авторским правом, он должен был сделать в уведомление об авторском праве, которое он назвал «атеистической датой», подразумевая, что дата, указанная в соответствии с требованиями Закона 1790, как количество лет независимости Соединенных Штатов в отличие от исчисления от рождества Христова.

### Подготовка законопроекта

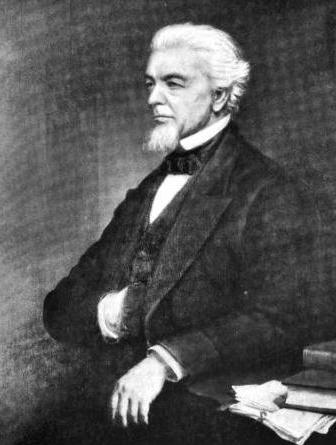
Уильям Эллсворт, член Палаты представителей, внёс законопроект на обсуждение

Переломный момент наступил в 1829 году, когда в судейский комитет от Коннектикута был назначен Уильям Эллсворт. Но он был не просто представителем от штата Уэбстера. Уильям Эллсворт, сын Оливера Эллсворта, третьего главного судьи Верховного суда, был женат на Эмили, старшей дочери Уэбстера. Как свояк Уэбстера он был не только внимательным к желаниям тестя, но и имел личный интерес в отношении авторского права к недавно изданному словарю родственника. Первое, что сделал Эллсверт по прибытии в Вашингтон — представил законодательную инициативу в области авторского права.
Следуя стратегии своих лоббистских кампаний 1780-х годов, Уэбстер поручил Эллсворту преследовать две цели: внесение изменений в существующий закон об авторском праве и параллельное продвижение реформы английского языка, описанного им в словаре.
17 декабря 1830 года он представил от имени комитета законопроект, который был, вероятно, версией ранее консолидированного законопроекта Верпланка в сопровождении подробного отчета о авторском праве. В докладе говорится о трёх основных целях пересмотра. Первая, это консолидация Закона 1790 года с Законом 1802 года. Второй целью стало признание музыкальных произведений объектами авторского права, как это было сделано в Великобритании. Речь шла об охране нотных изданий от несанкционированных перепечаток. В Англии это стало обязательным после судебного дела Баха против Лонгмана в 1777 году. Третья цель, описанная в докладе — «увеличение периода охраны авторских прав». Причиной этому стала, говоря словами доклада, «необходимость поставить авторов в стране в равные права с иностранными авторами».
Для укрепления позиции в докладе, гласящей, что Соединённые Штаты отстали от других стран в отношении поощрения науки и литературы, и закрепления плодов интеллектуального труда, Эллсворт составил сравнительный обзоре. Он получил информацию об авторском праве других государств, написав министрам главных европейских наций, с просьбой предоставить информацию о состоянии авторского права в их странах. Данные, собранные на основе этого опроса изобилуют неточностями. Эллсворт правильно заявил, что срок охраны авторского права в Великобритании был продлен до 28 лет. Однако, он описал случай отказа британских властей от бесконечного авторского права и перепутал случаи, заявив, что этот отказ произошёл в 1769 года в деле Миллара против Тейлора, вместо дела Дональдсона против Брекета в 1774 году. В докладе отмечалась Франция, где авторские права действовали всю жизнь автора, жизнь его вдовы, а затем передавались детям и действовали 26 лет. В 1826 году этот срок увеличился до 50 лет после смерти автора.
В докладе также отмечено, что в России произведение охраняется правом в течение жизни автора и ещё 20 лет после смерти. В Германии, Норвегии и Швеции авторское право считалось вечным. Однако, ни один немец так и не получил государственной вечной защиты авторских прав. Уэбстер как и прежде был обеспокоен материальным обеспечением семьи после своей смерти, поэтому срок охраны авторских прав до продления был очень важен для учёного. Он вспоминал случай с президентом Йельского университета Тимоти Дуайтом, не дожившим до продления срока его авторского права и оставил свою семью без прав на его произведения. Рукописная записка на копии законопроекта 1828 года даёт понять, что, имея в виду случай с Дуайтом, Уэбстер попросил Эллсворта продлить первый срок вдвое, а также дать возможность детям автора продлить срок на второй.
Эллсворт столкнулся с трудностями в продвижении нового законопроекта об авторском праве и Уэбстер посчитал, что «усилия друзей с законопроектом в Конгрессе бесполезны». Трудности, с которыми сталкивался законопроект убедили Уэбстера, чтобы ему необходимо принять более активное участие в лоббизме нового закона. В декабре 1830 года он отправился в Вашингтон. Опубликованный 17 декабря 1830 года отчет Эллсворта не возымел той силы на Конгресс, которая предполагалась. Однако произошедшее после этого событие изменило настроения. Вечером 3 января 1831 года Уэбстер сам выступил перед Палатой представителей. Его речь имела большой успех среди членов Конгресса. После он писал, что по впечатлению его друзей, «ничто не возымело бо́льшего эффекта в продвижении законопроекта, чем его пламенная речь». В частной переписке Уэбстер был более прямым и признавался, что закон ему нужен в первую очередь, для увеличения дохода с его интеллектуальной собственности". Он также выказывал желание после смерти обеспечить достойную старость жене, если та переживёт его.

### Принятие законопроекта
Откровенным противником законопроекта был Майкл Хоффман, сторонник джексоновской демократии из Нью-Йорка. Хоффман изначально выступал против продления срока охраны авторских прав и особенно против ретроактивности защищённых авторским правом работ. Он подкрепил это массой причин в поддержку своей позиции. Законопроект, по мнению Хоффмана, был принят для установления монополии, в которой авторы единолично будут пожинать преимущество общественного вреда.
Между авторами и общественностью подразумевался договор. Они [авторы] в силу своих авторских прав продали свои книги за непомерные цены, а общественность имела право пользоваться произведениями по истечении авторского права.Майкл Хоффман
По мнению Хоффмана, включение ретроактивности в новый закон также считалось нарушением прав книгоиздателей, так как те заключали договоры с авторами на определённый срок. Новый же закон будет продлевать авторское право для этих авторов, тогда как книгоиздатели не рассчитывали на это и они являются ущемлённой стороной. Эллсворт парировал эти доводы, аргументируя ретроспективность возможностью авторов посвятить себя обучению и дать им дополнительные стимулы для создания произведений искусства. Член Палаты Джейбиз Хантингтон, представитель Коннектикута, защищая новый законопроект, задаётся вопросом, почему автор, который продал своё авторское право издателю неделю назад должен оказаться в худшем положении, чем тот, кто должен продать свою работу на следующий день после принятия акта? В качестве примера он приводит недавно изданный Словарь Уэбстера. В итоге, Хоффману не удалось переломить мнение большинства.
К концу января Сенат принял законопроект без больших дискуссий по его поводу. Вебстер написал жене, что решение было принято единогласно, однако это было не так. 81 конгрессмен проголосовал «за», против проголосовали 31. В следующем месяце был подписан закон. Знаменитость Уэбстера сыграла важную роль в принятии нового закона об авторском праве. Он был постоянным гостем на обедах и вечерах, в том числе ужинал с президентом Джексоном. Многие конгрессмены симпатизировали Уэбстеру, видя в нём авторитетного учёного и многие признавались, что выросли на его книгах. Уэбстер не упустил возможности заработать на своём статусе. Прежде чем покинуть Вашингтон, он убедил многих сенаторов и представителей написать хвалебные отзывы для его словаря американской словесности и его школьных учебников, и рекомендовать их использование. Эти отзывы будут напечатаны в будущих изданиях книг Уэбстера и будут широко использованы в рекламе.

## Изменения в законодательстве
Закон об авторском праве 1831 во многом напоминал предложенный в 1828 году законопроект Верпланка (HR 140), но содержал некоторые существенные различия. Многие отличия носили следы агентов Уэбстера, но другие наоборот указывали в противоположном направлении. Закон консолидировал все существующие объекты авторского права, а именно книги, карты, диаграммы, печатные работы и гравюры, а также добавленные музыкальные композиции. Как пояснялось, поскольку музыкальные композиции была защищена лишь против воспроизведения в печатном виде, их добавление как объектов охраны не представляют существенного развития в этом направлении. Защита авторских прав длится уже двадцать восемь лет вместо четырнадцати. И этот срок может быть продлён ещё на один срок в четырнадцать лет автором или, если он умер, его вдовой или детьми.
Все условия закона, в том числе срок защиты и правила продления, были применены к произведениям ещё охраняемых авторским правом. Закон, вероятно, из-за редакционной ошибки, создал странную ситуацию в отношении авторов существующих и охраняемых авторским правом произведений, которые «пережили» первый срок в двадцать восемь лет. Закон предусматривает, что живые авторы будут пользоваться охраной в двадцать восемь лет, а в случае, если автор умер до принятия закона, его наследники будут пользоваться большей продолжительностью охраны, так как в обоих случаях четырнадцатилетнее продление было доступно только вдове или детям. В результате, автор проживший после полного двадцативосьмилетнего срока не имел право продления защиты своих произведений. Источником этой ошибки, скорее всего, был сам Эллсворт, который внёс этот пункт на рассмотрение непосредственно во время дебатов о принятии законопроекта. В тот момент Уэбстеру было уже 72 года и он, вероятно, сосредоточился на продлении только для вдовы и детей не рассчитывая прожить ещё 28 лет. Однако, эта ошибка была временной, так как это правило не относилось к новым работам.
Закон 1831 года также ввёл новый срок исковой давности, продлив его до двух лет, вместо года в рамках существовавшего закона и трёх лет, предложенных в HR 140. Закон также отошёл от попытки законопроекта 1828 года о расширении средств защиты ущерба для всех объектов и сохранил существующие договоренности, где убытки были распространены только на рукописи. Все другие объекты были защищены только с помощью тех же средств, что и раньше — конфискация и на штрафа в рамках существующего законодательства. Наконец, закон внёс некоторые изменения в формальные предпосылки для защиты. Требование публикации авторских записей новых произведений в газетах была удалена, но оставлена для продленного срока. Форма уведомления об авторском праве необходимая в соответствии с поправкой 1802 года в закон была упрощена, но было сделано уточнение, что уведомление об авторских правах является условием для защиты.